# معابد القصر الثلاثة

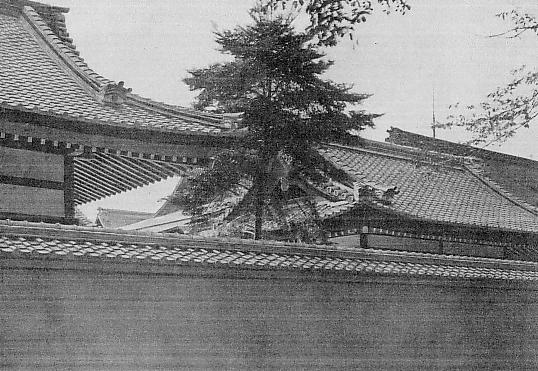
ثلاثة محميات قصر في عهد تايشو في العشرينات

تُعد معابد القصر الثلاث (宮中三殿 Kyūchū sanden) مجموعة من الهياكل الموجودة في مناطق قصر طوكيو الإمبراطوري في اليابان. يتم استخدامها في الاحتفالات الدينية الإمبراطورية، بما في ذلك حفلات الزفاف وحفل تنصيب إمبراطور اليابان.